# Nordaustlandet
Nordaustlandet è la seconda isola per grandezza dell'arcipelago delle isole Svalbard, in Norvegia, con un'area di 14 443 km², di cui 11 009 km² sono ghiacciati. È disabitata.
L'isola si trova a nord-est dalla principale dell'arcipelago, Spitsbergen. Grandi ghiacciai, come Austfonna (il secondo più grande d'Europa per volume dopo il Vatnajökull, in Islanda), Vestfonna e Sørfonna, distese di ghiaccio e tundra favoriscono la riproduzione delle renne e di altri animali artici. Il ghiacciaio Austfonna ha un perimetro di 200 chilometri e uno spessore che supera i 500 metri.